# شهورة (المكلا)

تعديل مصدري - تعديل

شهورة هي إحدى قرى عزلة المكلا بمديرية المكلا التابعة لمحافظة حضرموت، بلغ تعداد سكانها 418 نسمة حسب تعداد اليمن لعام 2004.